# Cosmoscarta miniata
Cosmoscarta miniata är en insektsart som beskrevs av Haupt 1918. Cosmoscarta miniata ingår i släktet Cosmoscarta och familjen spottstritar. Inga underarter finns listade i Catalogue of Life.